# Kršćanski punk
Kršćanski punk je naziv za punk glazbu s kršćanskom porukom.

## Povijest
U svezi je s punkom koji se pojavio krajem 70-tih godina. Punk se pojavio propagirajući bezakonje i opći bunt prema bilo kojem autoritetu. Bio je prosvjed i odraz nezadovoljstva prema svijetu koji je obilovao nepravdom, prijetnjama čovječanstvu svih vrsta, bezosjećajnom kapitalu koji je bujao bez osjećaja za ekologiju i čovjeka.
Tih godina istakli su se snažnim službama koje je Bog podigao Kathryn Kuhlmun (1906. – 1976.), Kenneth Hagin (1917. – 2003.), Tommy Lee Osbor (1923.), Oral Roberts (1918. – 2009.) i još mnogi. Blagi zvuk starih orgulja više nije bio dostatan da bi izrazio ljubav prema Gospodinu.
Prvotno je ovaj novi žanr bio nekomercijalan, daleko od komercijalnog statusa kakvog ima danas. Bog je došao do ljudi inspirirajući ih ovom "novom pjesmom". Predstavnici pionira ovog žanra su Altar Boys, Undercover i brojni drugi. Poznati predstavnici su Nobody Special,  The Crucified, Circle of Dust, Under Midnight, Scaterd Few i One Bad Pig.
1990-ih podzemna pozornica kršćanskog punka iznjedrila je sastave MxPx, Ghoti Hook, Squad Five-O, The Huntingtons, Slick Shoes, Dogwood, Pocket Change, Officer Negative, Blaster the Rocket Man i Headnoise koji su bili pod velikim utjecajem svojih i utrli put mnogim sastavima koji su dolazili.
U 21. stoljeću razvitak kršćanskog punka bio je usporedan sa širom punk pozornicom, uz sastave kao Relient K, Hawk Nelson, FM Static, Flatfoot 56, Stellar Kart i This Providence koji su postajali sve popularniji kod glavnostrujaškog slušateljstva.
Najpoznatiji hrvatski punk sastav su "Božje ovčice" iz Koprivnice.

### Kršćanski punk u Latinskoj Americi
Kada govorimo o kršćanskom punku, ne samo da se ovaj pokret događa u SAD-u, već je i rođen u Latinskoj Americi 90-ih i 00-ih godina. Rođeno je nekoliko reprezentativnih grupa žanra. U kojoj se očituju anarhične ideologije ili socijalisti pomiješani s kršćanstvom. Postoje neke antireligiozne i antivladine kršćanske punk grupe s pjesmama usmjerenim na društveno, poput: Siervos inútiles, Kontrakorriente, Chapulines.

## Moda
Načini su slični uobičajenim pank modama, ali karakteriziraju ih upotreba kršćanskih simbola, kao što su Ichtus, krst, trnova kruna, simbol JCHC i slični simboli kao što je Chi Rho. Ovaj simbol koriste i kršćanski pankeri, bend Dios Kon Noxotro x u Meksiku, koristi ga kao glavni logotip na simboličan način u znak sjećanja na sve kršćane koje je Rim ubio i progonio.
U Evropi je najčešće korišteni simbol modificirana verzija simbola anarhije. Popularni je simbol među anarhokršćanima. Bendovi poput The PsalteRs to koriste. koju čine grčki znakovi "A" i "Ω". Ova dva grčka slova, "Alfa" i "Omega" (početak i kraj grčke abecede), preuzeta su iz Biblije i kada se koriste kao i u kršćanskoj umjetnosti simboliziraju da je Bog vječan, sveprisutan, a davatelj i oduzimač života. Simbol je vizualna igra na anarhiji simbola, ali s drugačijim značenjem u smislu namjere.

## Poveznice
- kršćanski hip-hop
- kršćanski metal
- kršćanski hardcore
- kršćanski rock
- kršćanski alternativni rock